# Мальцев Владислав Анатолійович
Ма́льцев Владисла́в Анато́лійович (нар. 3 квітня 1975) — колишній український футболіст, Нападник. Нині головний тренер аматорського клубу «Гвардієць».

## Кар'єра
Владислав Анатолійович розпочав професійну кар'єру у клубі першої ліги «Артанія». Пізніше грав за клуб вищої ліги «Кривбас», в якому провів 53 матчі і забив 8 м'ячів. У 1997 році перейшов до МФК «Миколаїв», в якому провів 17 матчів і забив 1 гол. У сезоні 1998/1999 виступав за клуби вищої ліги «Нива» з Тернополя та НФК «Спартак» Івано-Франківськ. Пізніше його кар'єра складалася не дуже вдало він виступав за клуби першої та другої ліги: «Буковину», «Спартак» з міста Суми, в 2001 році грав за російський аматорський клуб «Реутов». У 2002 році переїхав до Житомира, де грав за «Полісся». У сезоні 2003/2004 грав за друголіговську «Кримтеплицю», в якій провів 18 матчів і забив 4 м'ячі в чемпіонаті, 1 матч у кубку України. Останній клуб «Пальміра».
Нині Мальцев є головним тренером аматорського клубу «Гвардієць».